# Charles Dominique Joseph Bouligny
Pour les articles homonymes, voir Bouligny (homonymie).
 (mai 2014).
Si vous disposez d'ouvrages ou d'articles de référence ou si vous connaissez des sites web de qualité traitant du thème abordé ici, merci de compléter l'article en donnant les références utiles à sa vérifiabilité et en les liant à la section « Notes et références ».
Charles Dominique Joseph Bouligny, né le 22 août 1773 à La Nouvelle-Orléans et mort le 4 mars 1833 dans la même ville, est un sénateur des États-Unis. Il est l'oncle de Jean Édouard Bouligny (représentant à la Chambre des représentants des États-Unis) et le fils du gouverneur militaire de la Louisiane Francisco Bouligny.

## Biographie
Charles Dominique Joseph Bouligny naquit au sein d'une famille de notables louisianais. Son père, Francisco Bouligny (1736-1800), né à Alicante, était le frère de Jean Bouligny (Juan Bouligny) ambassadeur d'Espagne à Constantinople. Son père Jean Bouligny était marié avec Marie Paret.
Sa mère, Marie-Louise Le Sénéchal d'Auberville (1750-1834), était une descendante des premiers colons canadiens français installés en Louisiane française à l'époque de la Nouvelle-France.
Charles Dominique Joseph Bouligny fut éduqué par des précepteurs privés puis il étudia le Droit. Il servit comme enseigne dans le régiment espagnol de son père. Il devint commissaire du conseil municipal en 1800.
Vers 1803-1804, au moment de la vente de la Louisiane par Napoléon Ier aux États-Unis, il fut admis au barreau de La Nouvelle-Orléans.
En 1806, il devint membre représentant du Territoire d'Orléans.
En 1807, il fut nommé juge de paix à La Nouvelle-Orléans.
Il siégea au comité de la défense publique lors de l'invasion britannique en 1814 et 1815.
Il a été élu au Sénat des États-Unis pour combler la vacance causée par la démission de Henry Johnson et demeura sénateur du 19 novembre 1824 au 3 mars 1829.
Charles Dominique Joseph Bouligny mourut le 4 mars 1833 dans sa ville natale. Il fut enterré au cimetière Saint-Louis de La Nouvelle-Orléans.